# Alejandra Lazcano
Alejandra Ivanna Moreno Lazcano (Mexico, Mexique; 31 décembre 1984), est une actrice mexicaine.

## Filmographie

### Télévision

#### Telenovelas
- 1998 : Señora (TV Azteca) : Fabiola Blanca
- 1999 : Catalina y Sebastián (TV Azteca) : Martina
- 2000 : La duda (TV Azteca) : Graciela
- 2001 - 2002 : Como en el cine (TV Azteca) : Sofía Borja
- 2003 : La Fille du jardinier (La hija del jardinero) (TV Azteca) : Vanessa Sotomayor
- 2004 : Tormenta de pasiones (Panamericana Televisión) : Isabel del Castillo
- 2005 - 2006 : Cœur brisé (Corazón Partido) (Telemundo) : Claudia
- 2007 : Acorralada (Venevisión) : Diana Soriano
- 2008 : Valeria (Venevisión) : Valeria Hidalgo
- 2009 - 2010 : Daniella (Pobre diabla) (TV Azteca) - Daniella Montenegro, dite La Diabla
- 2011 : Cielo rojo (TV Azteca) : Daniela Encinas Durán

#### Séries
- La Virgen de Guadalupe
- Lo que callamos las mujeres
- 2025 : Péchés inavouables : Arcadia

#### Programmes
- Entre Pingos
- Bucaneros
- La hora de los Chavos

### Cinéma
- Fin de juego

### Théâtre
- Las Leandras
- La Sirenita
- El club de los Cinco